# Ogilvie, Western Australia
Ogilvie är en ort i Australien. Den ligger i kommunen Northampton Shire och delstaten Western Australia, omkring 440 kilometer norr om delstatshuvudstaden Perth. Antalet invånare är 112.
Trakten runt Ogilvie är nära nog obefolkad, med mindre än två invånare per kvadratkilometer.. Det finns inga andra samhällen i närheten. 
Trakten runt Ogilvie består till största delen av jordbruksmark. Genomsnittlig årsnederbörd är 302 millimeter. Den regnigaste månaden är juni, med i genomsnitt 55 mm nederbörd, och den torraste är februari, med 4 mm nederbörd.